# Bergisch-Marks voetbalkampioenschap 1921/22
In 1921/22 werd het derde Bergisch-Marks voetbalkampioenschap gespeeld, dat georganiseerd werd door de West-Duitse voetbalbond. De competitie werd teruggebracht naar één reeks. 
Duisburger FV 08 werd kampioen en plaatste zich voor de West-Duitse eindronde. Als titelverdediger was ook Duisburger SpV geplaatst. In een groepsfase met 6 clubs eindigde SpV tweede en FV 08 vijfde. Na dit seizoen werden enkele clubs overgeheveld naar nieuw ingevoerde competities.

## Gauliga
| Plaats | Club                  | Wed. | W  | G | V  | Saldo | Ptn.  |
| ------ | --------------------- | ---- | -- | - | -- | ----- | ----- |
| 1.     | Duisburger FV 08      | 18   | 14 | 2 | 2  | 37:16 | 30:6  |
| 2.     | Duisburger SpV 1900   | 18   | 11 | 4 | 3  | 35:16 | 26:10 |
| 3.     | TuRU 1880 Düsseldorf  | 18   | 11 | 0 | 7  | 38:25 | 22:14 |
| 4.     | Düsseldorfer SC 99    | 18   | 9  | 4 | 5  | 32:20 | 22:14 |
| 5.     | BC 05 Düsseldorf      | 18   | 7  | 7 | 4  | 26:21 | 21:15 |
| 6.     | Cronenberger SC 02    | 18   | 6  | 3 | 9  | 20:34 | 15:21 |
| 7.     | VfB 06 Remscheid      | 18   | 4  | 5 | 9  | 24:37 | 13:23 |
| 8.     | Eppenhausener FC 1911 | 18   | 5  | 2 | 11 | 29:35 | 12:24 |
| 9.     | TuS Gevelsberg        | 18   | 4  | 2 | 12 | 20:42 | 10:26 |
| 10.    | SSV 04 Elberfeld      | 18   | 3  | 3 | 12 | 19:34 | 9:27  |

|  | Kampioen, geplaatst voor West-Duitse eindronde en Nederrijncompetitie 1922/23        |
|  | Titelverdediger, geplaatst voor West-Duitse eindronde en Nederrijncompetitie 1922/23 |
|  | Speelt volgend jaar in competitie Zuidwestfalen 1922/23                              |

## Kreisliga

### Niederrhein
| Plaats | Club                  | Wed. | W  | G | V  | Saldo | Ptn.  |
| ------ | --------------------- | ---- | -- | - | -- | ----- | ----- |
| 1.     | VfB Bottrop 1900      | 18   | 11 | 2 | 5  | 52:29 | 24:12 |
| 2.     | SV Union Hamborn 1902 | 18   | 10 | 4 | 4  | 44:35 | 24:12 |
| 3.     | BV Buer 1907          | 18   | 8  | 5 | 5  | 41:30 | 21:15 |
| 4.     | SV Styrum 1908        | 17   | 8  | 4 | 5  | 33:29 | 20:16 |
| 5.     | SV Hamborn 1907       | 18   | 7  | 5 | 6  | 31:23 | 19:17 |
| 6.     | Mülheimer SpV 07      | 17   | 8  | 1 | 8  | 32:24 | 17:17 |
| 7.     | SV Oberhausen 1904    | 17   | 7  | 3 | 7  | 30:47 | 17:17 |
| 8.     | SV Osterfeld 1906     | 18   | 6  | 3 | 9  | 28:40 | 15:21 |
| 9.     | SC Sterkrade 1906     | 17   | 4  | 2 | 11 | 21:29 | 10:24 |
| 10.    | SV Wesel 1910         | 18   | 4  | 1 | 13 | 22:48 | 09:27 |

|  | Promotie naar Nederrijncompetitie 1922/23      |
|  | Promotie naar competitie Bergisch-Mark 1922/23 |
|  | Promotie naar Ruhrcompetitie 1922/23           |

### Düsseldorf
| Plaats | Club                        | Wed. | W | G | V | Saldo | Ptn.  |
| ------ | --------------------------- | ---- | - | - | - | ----- | ----- |
| 1.     | BV 1904 Düsseldorf          | 16   |   |   |   | 45:09 | 29:03 |
| 2.     | TSV Fortuna 1895 Düsseldorf | 16   |   |   |   | 31:21 | 21:11 |
| 3.     | TSG Oberbilk                | 16   |   |   |   | 29:20 | 19:13 |
| 4.     | Viktoria Düsseldorf         | 16   |   |   |   | 21:23 | 17:15 |
| 5.     | VfB Hilden                  | 16   |   |   |   | 26:21 | 16:16 |
| 6.     | SpVg 1904 Ratingen          | 16   |   |   |   | 25:26 | 14:18 |
| 7.     | VfR Gerresheim              | 16   |   |   |   | 12:31 | 13:19 |
| 8.     | VfB Düsseldorf              | 16   |   |   |   | 21:43 | 09:23 |
| 9.     | TV Grafenberg               | 16   |   |   |   | 16:24 | 08:24 |